# Яркуль (Усть-Таркский район)
Ярку́ль — село в Усть-Таркском районе Новосибирской области. Административный центр Яркульского сельсовета.

## География
Площадь села — 142 гектаров.

## История
Основано в 1896 году. В 1928 году посёлок состоял из 83 хозяйств, основное население — белорусы. В административном отношении находился в составе Воробьёвского сельсовета Еланского района Омского округа Сибирского края.

## Население
| 2002 | 2007 | 2010 |
| ---- | ---- | ---- |
| 454  | ↘381 | ↗401 |

## Инфраструктура
В селе по данным на 2007 год функционируют 1 учреждение здравоохранения и 1 учреждение образования.